# Височанський деканат
Височанський деканат — колишня структурна одиниця Перемишльської єпархії греко-католицької церкви з центром в с. Верхнє Висоцьке. Очолював деканат декан.

## Територія
В 1936 році в Височанському деканаті було 17 парафій:
1. Парафія с. Бахновате з філіями в с. Риків, с. Молдавсько;
2. Парафія с. Бітля з філією в с. Ботелка Нижна;
3. Парафія с. Бориня;
4. Парафія с. Ботелка Вижна з філією в с. Яворів;
5. Парафія с. Висоцко Вижне;
6. Парафія с. Висоцко Нижне з філією в с. Ропансько;
7. Парафія с. Гнила;
8. Парафія с. Гусне Вижне з філією в с. Гусне Нижне;
9. Парафія с. Завадка з філіями в с. Должики, с. Криве;
10. Парафія с. Задільське;
11. Парафія с. Комарники з філією в с. Тростянець;
12. Парафія с. Красне з філією в с. Мохнате;
13. Парафія с. Кривка з філією в с. Івашковець;
14. Парафія с. Лихобора;
15. Парафія с. Матків;
16. Парафія с. Росохач з філіями в с. Мита, с. Сухий Потік;
17. Парафія с. Яблонів з приходом у с. Ясенів.

### Декан
- 1936 — Куновський Володимир у Висоцьку ниж.

### Кількість парафіян
1936 — 29 691 особа.
Деканат було ліквідовано в 1946 р.